# Heinrich von Prittwitz und Gaffron
Heinrich von Prittwitz und Gaffron född 3 augusti 1889 i Gut Sitzmannsdorf i Nedre Schlesien – död 10 april 1941 vid Tobruk när hans Kübelwagen drabbades av en direktträff från en brittisk pansarvärnskanon.
Han befordrades till generalmajor 1 november 1939 och till generallöjtnant postumt 1941.

## Befäl
- 2. Panzer-Regiment 1 april 1935 – 10 nov 1938
- 2. Panzer-Brigade 10 nov 1939 – 1 nov 1940
- 14. Panzer-Division 1 nov 1940 – 14 mars 1941
- 15. Panzer-Division 22 mars – 10 april 1941